# Hydrornis schwaneri
La pita barrada de Borneo (Hydrornis schwaneri) es una especie de ave paseriforme de la familia Pittidae.

## Distribución geográfica
Es endémica de la isla de Borneo.